# ذخیره‌سازی نوری سه‌بعدی
ذخیره‌سازی نوری سه‌بعدی به هر شکلی از ذخیره‌سازی نوری اطلاق می‌شود که در آن اطلاعات می‌توانند با وضوح سه بعدی  ضبط یا خوانده شوند (در مقایسه با وضوح دوبعدی که به‌عنوان مثال درCD ارائه می‌شود).
این نوآوری پتانسیل ارائه ذخیره سازی انبوه در سطح پتابایت  را روی دیسک‌هایی به اندازه DVD  (با قطر 120 میلی‌متر) دارد. فرآیند ضبط و بازخوانی داده‌ها از طریق متمرکز کردن لیزر درون ماده ذخیره‌سازی انجام می‌شود. با این حال، به دلیل ماهیت حجمی ساختار داده‌ها، نور لیزر باید از نقاط داده‌ای دیگر عبور کند تا به نقطه مورد نظر برای خواندن یا ضبط برسد. بنابراین، نوعی  غیرخطی بودن ضروری است تا اطمینان حاصل شود که این نقاط دیگر در آدرس‌دهی نقطه هدف اختلالی ایجاد نکنند.
تاکنون، هیچ محصول تجاری مبتنی بر ذخیره‌سازی نوری سه‌بعدی وارد بازار انبوه نشده است، اگرچه چندین شرکت به‌طور فعال در حال توسعه این فناوری هستند و ادعا می‌کنند که این فناوری ممکن است به‌زودی در دسترس قرار گیرد.

### نمای کلی
رسانه‌های فعلی ذخیره‌سازی داده‌های نوری ، مانند سی‌دی و دی‌وی‌دی ، داده‌ها را به صورت مجموعه‌ای از نشانه‌های بازتابی روی سطح داخلی دیسک ذخیره می‌کنند. برای افزایش ظرفیت ذخیره‌سازی، این دیسک‌ها می‌توانند دو یا حتی تعداد بیشتری از این لایه‌های داده را در خود جای دهند. با این حال، تعداد لایه‌ها به شدت محدود است زیرا لیزر آدرس‌دهی با هر لایه‌ای که در مسیر خود (به لایه هدف و بازگشت) از آن عبور می‌کند، تعامل دارد. این تعاملات باعث ایجاد نویز می‌شوند و فناوری را به حدود 10 لایه محدود می‌کنند..روش‌های ذخیره‌سازی نوریسه‌بعدی این مشکل را با استفاده از روش‌های آدرس‌دهی حل می‌کنند که در آن تنها وکسلی  که به‌طور خاص آدرس‌دهی شده است، با نور آدرس‌دهی تعامل قابل‌توجهی دارد. این فرآیند لزوماً شامل روش‌های غیرخطی برای خواندن و نوشتن داده‌ها، به‌ویژه در زمینه اپتیک غیرخطی، می‌شود.
ذخیره سازی داده های نوری سه بعدی با ذخیره سازی داده های هولوگرافی مرتبط است (و با آن رقابت می کند). نمونه‌های سنتی ذخیره‌سازی هولوگرافیک معمولاً در بُعد سوم آدرس‌دهی نمی‌کنند و به همین دلیل به‌طور دقیق "سه‌بعدی" محسوب نمی‌شوند. اما اخیراً با استفاده از میکروهولوگرام‌ها، ذخیره‌سازی هولوگرافیک سه‌بعدی محقق شده است. فناوری چندلایه با انتخاب لایه (که در آن لایه‌های یک دیسک چندلایه می‌توانند به‌صورت جداگانه فعال شوند، مثلاً به‌صورت الکتریکی) نیز به این حوزه نزدیک است.

تصویر شماتیک مقطع عرضی یک دیسک ذخیره‌سازی نوری سه‌بعدی نشان می‌دهد که چگونه لیزر، هنگام آدرس‌دهی به یک لایه خاص (مثلاً لایه سوم از بالا)، از دو لایه اول عبور کرده و تنها با لایه سوم تعامل می‌کند. در اینجا نور در شدت بالایی قرار دارد.

مثال از سیستم ذخیره‌سازی نوری سه‌بعدی:
یک سیستم نمونه ممکن است از دیسکی استفاده کند که شبیه به یک DVD شفاف است. این دیسک شامل بسیاری از لایه‌های اطلاعاتی در اعماق مختلف است که هرکدام شامل مسیری مارپیچ شبیه به DVD هستند. برای ضبط اطلاعات:
لیزر روی عمق مشخصی متمرکز می‌شود که با یک لایه اطلاعاتی خاص مطابقت دارد. روشن شدن لیزر باعث یک تغییر فتوشیمیایی در رسانه ذخیره‌سازی می‌شود.با چرخش دیسک و حرکت هد خواندن/نوشتن، لایه به همان شیوه یک DVD-R نوشته می‌شود.
سپس، عمق فوکوس تغییر کرده و لایه کاملاً متفاوت دیگری از اطلاعات نوشته می‌شود.
فاصله بین لایه‌ها می‌تواند بین 5 تا 100 میکرومتر باشد، که امکان ذخیره بیش از 100 لایه اطلاعات را روی یک دیسک فراهم می‌کند.
فرآیند خواندن داده‌ها:
برای بازخوانی داده‌ها، فرآیند مشابهی استفاده می‌شود، اما این بار به جای ایجاد تغییر فتوشیمیایی، لیزر باعث فلورسانس در رسانه ذخیره‌سازی می‌شود. این فلورسانس، مثلاً با استفاده از توان کمتر لیزر یا طول موج متفاوت، ایجاد می‌شود. شدت یا طول موج فلورسانس بسته به اینکه آیا داده در نقطه خاصی نوشته شده است یا نه، متفاوت خواهد بود و از طریق اندازه‌گیری نور ساطع شده، داده‌ها خوانده می‌شوند.
اندازه مولکول‌های کروموفور یا مراکز رنگی فعال نسبت به اندازه فوکوس لیزر (که توسط حد پراش تعیین می‌شود) بسیار کوچک‌تر است. بنابراین، نور به‌طور همزمان تعداد زیادی (شاید حتی 10^9 مولکول) را آدرس‌دهی می‌کند، به‌طوری که رسانه به‌عنوان یک توده همگن عمل می‌کند و نه به‌عنوان ماتریسی که توسط موقعیت کروموفورها ساختار یافته باشد.

### تاریخچه
یشه‌های این حوزه به دهه 1950 بازمی‌گردد، زمانی که یهودا هیرشبرگ ترکیبات اسپیروپیران های فتوکرومیک را توسعه داد و کاربرد آن‌ها را در ذخیره‌سازی داده‌ها پیشنهاد کرد. در دهه 1970، والری باراچفسکی نشان داد که این فوتوکرومیسم می‌تواند از طریق تحریک دو فوتونی تولید شود. در اواخر دهه 1980، پیتر ام. رنتزپیس نشان داد که این فرآیند می‌تواند به ذخیره‌سازی داده‌ها به‌صورت سه‌بعدی منجر شود. از آن زمان تاکنون، طیف گسترده‌ای از پدیده‌های فیزیکی برای خواندن و ضبط داده‌ها مورد بررسی قرار گرفته‌اند، تعداد زیادی از سیستم‌های  شیمیایی برای محیط ذخیره‌سازی توسعه یافته و ارزیابی شده‌اند، و کارهای گسترده‌ای برای حل مشکلات مرتبط با سیستم‌های نوری مورد نیاز برای خواندن و ضبط داده‌ها انجام شده است. امروزه، گروه‌های متعددی همچنان بر روی راه‌حل‌هایی با سطوح مختلف توسعه و علاقه به تجاری‌سازی این فناوری کار می‌کنند.

### فرآیندهای ایجاد داده های نوشتاری
ضبط داده در یک محیط ذخیره‌سازی نوری سه‌بعدی مستلزم ایجاد تغییری در محیط هنگام تحریک است. این تغییر معمولاً یک واکنش فتوشیمیایی از نوعی خاص است، اگرچه امکان روش‌های دیگری نیز وجود دارد. واکنش‌های شیمیایی که مورد بررسی قرار گرفته‌اند شامل فتوایزومریزاسیون ، فوتودکامپوزیشن،و فتوبلیچینگ و شروع پلیمریزاسیون هستند.ترکیبات فوتوکرومیک بیشترین تحقیق را به خود اختصاص داده‌اند و شامل موادی همچون آزوبنزن‌ها ، اسپیروپیران‌ها ، استیلبن‌ها ، فولژیدها و دی‌آری‌آلتن‌ها می‌شوند. اگر تغییر فتوشیمیایی معکوس‌پذیرباشند، ذخیره‌سازی داده‌ها به‌صورت بازنویسی‌پذیر نیز از لحاظ تئوری امکان‌پذیر است. همچنین، ضبط چندسطحی (MultiLevel Recording)، که در آن داده‌ها به‌جای سیگنال‌های "روشن" و "خاموش" به‌صورت در مقیاس خاکستری نوشته می‌شوند، از نظر فنی امکان‌پذیر است.

### ضبط با جذب چندفوتونی غیررزونانسی
اگرچه پدیده‌های نوری غیرخطی متعددی وجود دارند، اما تنها جذب چندفوتونی قادر است انرژی لازم برای تحریک الکترونی گونه‌های مولکولی و ایجاد واکنش‌های شیمیایی را به محیط تزریق کند.
جذب دو فوتونی قوی‌ترین نوع جذب چندفوتونی است، اما با این وجود پدیده‌ای بسیار ضعیف محسوب می‌شود و به حساسیت پایین محیط ذخیره‌سازی منجر می‌شود. بنابراین، تحقیقات زیادی برای توسعه کروموفورهایی با  سطح مقطع جذب دو فوتون بالا انجام شده است.
ضبط با جذب دو فوتونی
این روش از طریق متمرکز کردن لیزر روی نقطه‌ای که فرآیند نوشتن فتوشیمیایی مورد نظر است، انجام می‌شود. طول موج لیزر به‌گونه‌ای انتخاب می‌شود که به‌صورت خطی توسط محیط جذب نشود و بنابراین تنها در نقطه فوکوس با محیط تعامل داشته باشد. در نقطه فوکوس، جذب دو فوتونی به دلیل غیرخطی بودن و وابستگی به مربع  شدت نور لیزر قابل توجه می شود.
ضبط با استفاده از دو لیزر همزمان
در این روش، دو لیزر به‌طور همزمان برای نوشتن اطلاعات استفاده می‌شوند.
یک لیزر از محیط عبور کرده و یک خط یا صفحه را تعریف می‌کند.
لیزر دوم به نقاطی از آن خط یا صفحه که نیاز به نوشتن دارند، هدایت می‌شود.
همزمانی دو لیزر در این نقاط باعث جذب دو فوتونی و در نتیجه شروع واکنش فتوشیمیایی برای نوشتن می‌شود.
این روش معمولاً برای نوشتن موازی اطلاعات استفاده می‌شود، که امکان ضبط همزمان داده‌ها در چندین نقطه را فراهم می‌کند.

### نوشتن با جذب چند فوتونی متوالی
رویکرد دیگری برای بهبود حساسیت محیط ذخیره‌سازی استفاده از جذب دو فوتونی تشدید کننده (که با نام "1+1" یا جذب دو فوتونی متوالی نیز شناخته می‌شود) است. جذب دو فوتونی غیررزونانسی که به‌طور معمول استفاده می‌شود، پدیده‌ای ضعیف است، زیرا برای ایجاد تحریک، دو فوتون تحریک‌کننده باید تقریباً به‌طور همزمان به کروموفور برسند. این امر به این دلیل است که کروموفور نمی‌تواند به‌تنهایی با یک فوتون تعامل داشته باشد.
اما اگر کروموفور دارای یک سطح انرژی باشد که با جذب ضعیف یک فوتون مطابقت داشته باشد، این سطح می‌تواند به‌عنوان یک مرحله واسط عمل کند و به فوتون‌ها آزادی بیشتری در زمان‌بندی ورودشان بدهد. این امر منجر به افزایش حساسیت می‌شود. با این حال، این رویکرد باعث کاهش غیرخطی بودن در مقایسه با جذب دو فوتونی غیررزونانسی می‌شود (زیرا هر مرحله جذب دو فوتونی به‌طور اساسی خطی است) و بنابراین ممکن است وضوح سه‌بعدی سیستم را به خطر بیندازد.

### میکروهولوگرافی
در میکرو هولوگرافی ، پرتوهای متمرکز نور برای ضبط هولوگرام‌های با اندازه زیرمیکرومتری در یک ماده فوتورفرکتیو استفاده می‌شوند، معمولاً با استفاده از پرتوهای هم‌محور. فرآیند نوشتن ممکن است از همان نوع مواد استفاده کند که در سایر روش‌های ذخیره سازی داده هولوگرافیک به کار می‌روند و ممکن است از فرآیندهای دو فوتونی برای ایجاد هولوگرام‌ها بهره گیرد.

### ثبت داده ها هنگام تولید
داده‌ها همچنین می‌توانند در حین تولید محیط ذخیره‌سازی ایجاد شوند، همان‌طور که در اکثر فرمت‌های دیسک نوری برای توزیع تجاری داده‌ها دیده می‌شود. در این حالت، کاربر نمی‌تواند اطلاعاتی روی دیسک بنویسد – این نوع دیسک به فرمتROM (فقط خواندنی) محدود است.
داده‌ها ممکن است با یک روش نوری غیرخطی نوشته شوند، اما در این حالت، استفاده از لیزرهای بسیار پرقدرت قابل قبول است، بنابراین حساسیت رسانه ذخیره‌سازی اهمیت کمتری پیدا می‌کند.
همچنین ساخت دیسک‌هایی که داده‌ها به‌صورت قالب‌گیری یا چاپ در ساختار سه‌بعدی آن‌ها جاسازی شده‌اند، نشان داده شده است. به‌عنوان مثال، یک دیسک حاوی داده‌های سه‌بعدی می‌تواند با قرار دادن تعداد زیادی دیسک‌های بسیار نازک روی یکدیگر ساخته شود، که هرکدام دارای یک لایه اطلاعات قالب‌گیری یا چاپ‌شده هستند. دیسک ROM حاصل می‌تواند با استفاده از یک روش خواندن سه‌بعدی خوانده شود.

### سایر روش‌ها برای نوشتن داده‌ها
روش‌های دیگری نیز برای نوشتن داده‌ها در سه‌بعد بررسی شده‌اند، از جمله:
ایجاد حفره‌های طیفی پایدار (PSHB): این روش امکانچندگانگی طیفی برای افزایش تراکم داده‌ها را نیز فراهم می‌کند. با این حال، رسانه‌های PSHB در حال حاضر به دمای بسیار پایین برای جلوگیری از از دست دادن داده‌ها نیاز دارند.
ایجاد حباب‌های میکروسکوپی: در این روش، حباب‌های میکروسکوپی با استفاده از تابش لیزر با شدت بالا در محیط ذخیره‌سازی ایجاد می‌شوند.
جهت‌گیری کروموفور: در این روش، بازآرایی کروموفورهای محیط توسط لیزر باعث ایجاد تغییراتی می‌شود که قابل خواندن هستند.

### فرآیندهای خواندن داده
خواندن داده‌ها از حافظه‌های نوری سه‌بعدی به روش‌های مختلفی انجام شده است. برخی از این روش‌ها بر غیرخطی بودن تعامل نور و ماده برای دستیابی به وضوح سه‌بعدی متکی هستند، در حالی که برخی دیگر از روش‌هایی استفاده می‌کنند که پاسخ خطی رسانه را به‌صورت مکانی فیلتر می‌کنند. روش‌های خواندن شامل موارد زیر است:
جذب دو فوتونی (که منجر به جذب یا فلورسانس می شود). این روش در اصل نوعی میکروسکوپی دو فوتونی است.
تحریک خطی فلورسانس با تشخیص هم‌کانون: این روش نوعی میکروسکوپی لیزری اسکن هم‌کانون است.  اگرچه برای تحریک از لیزر با قدرت کمتر نسبت به جذب دو فوتونی استفاده می‌کند، اما ممکن است با مشکلاتی مواجه شود، زیرا نور آدرس‌دهی با بسیاری از نقاط داده دیگر علاوه بر نقطه موردنظر تعامل دارد.
اندازه‌گیری تفاوت‌های کوچک در ضریب شکست بین دو حالت داده: این روش معمولاً از میکروسکوپ کنتراست فاز یا میکروسکوپ بازتاب هم‌کانون استفاده می‌کند. از آنجایی که جذب نوری در این روش وجود ندارد، خطر آسیب به داده‌ها هنگام خواندن از بین می‌رود. با این حال، عدم تطابق ضریب شکست ضریب شکست ممکن است ضخامت رسانه (تعداد لایه‌های داده) را محدود کند.
تولید هارمونیک دوم: به عنوان روشی برای خواندن داده های نوشته شده در یک ماتریس پلیمری قطبی نشان داده شده است.
تاموگرافی همدوسی نوری: به‌عنوان یک روش خواندن موازی نیز اثبات شده است.

### طراحی رسانه ذخیره‌سازی
قسمت فعال رسانه‌های ذخیره‌سازی نوری سه‌بعدی معمولاً یک پلیمر آلی است که با گونه های فعال شیمیایی دوپ یا پیوند داده شده است . علاوه بر این، از مواد کریستالی و سل-ژل نیز استفاده شده است.

### فرم‌فاکتور رسانه
رسانه‌های ذخیره‌سازی نوری سه‌بعدی در چندین فرم‌فاکتور پیشنهاد شده‌اند: دیسک، کارت و کریستال.
رسانه دیسکی: ادامه‌ای از فناوری CD/DVD است و امکان خواندن و نوشتن داده‌ها با استفاده از روش چرخش دیسک فراهم می‌کند.
رسانه به شکل کارت اعتباری :از نظر قابلیت حمل و راحتی جذاب است، اما ظرفیت کمتری نسبت به دیسک دارد.
رسانه کریستالی: نویسندگان علمی تخیلی بارها جامدات کوچکی را تصور کرده‌اند که مقادیر عظیمی از اطلاعات را ذخیره می‌کنند. حداقل در تئوری، این امر با فناوری ذخیره سازی نوری پنج بعدی قابل تحقق است.

### تولید رسانه
ساده ترین روش تولید رسانه – قالب‌گیری دیسک به‌صورت یکپارچه – برای برخی سیستم‌ها امکان‌پذیر است. روش پیچیده‌تر، ساخت رسانه به‌صورت لایه‌به‌لایه است. این روش برای رسانه‌هایی که داده‌ها به‌صورت فیزیکی در حین تولید ایجاد می‌شوند، ضروری است. با این حال، ساخت لایه‌به‌لایه به معنای لزوماً کنار هم قرار دادن چندین لایه نیست؛ یک گزینه دیگر ایجاد رسانه به‌صورت مشابه با رول نوار چسب است.

### طراحی درایو
درایوی که برای خواندن و نوشتن در رسانه‌های ذخیره‌سازی نوری سه‌بعدی طراحی شده است، ممکن است شباهت‌های زیادی با درایوهای CD/DVD داشته باشد، به‌ویژه اگر فرم‌فاکتور و ساختار داده رسانه مشابه CD یا DVD باشد. با این حال، تفاوت‌های قابل‌توجهی وجود دارد که باید در طراحی این درایوها در نظر گرفته شود:

### لیزر
لیزر: در صورت استفاده از جذب دو فوتونی، ممکن است لیزرهای پرقدرتی موردنیاز باشند که حجیم، سخت برای خنک‌سازی و از نظر ایمنی خطرناک هستند.

### اصلاح کروی متغیر
برای آدرس‌دهی به اعماق مختلف در رسانه، نیاز به سیستمی برای تطبیق پویا با این تغییرات وجود دارد.

### سیستم اپتیکی
بسیاری از سیستم‌های ذخیره‌سازی نوری سه‌بعدی از طول‌موج‌های مختلف نور استفاده می‌کنند (مانند لیزر خواندن، لیزر نوشتن). سیستم اپتیکی باید این طول‌موج‌ها را ترکیب و جدا کند.

### تشخیص
در ذخیره‌سازی نوری سه‌بعدی، سیگنال تولید شده ضعیف‌تر از نور لیزر است. ابزارهای خاصی برای جمع‌آوری نور فلورسانس پراکنده به همه جهات استفاده می‌شود.

### ردیابی داده ها
لایه‌های داده مشابه DVD را می‌توان دسترسی و ردیابی کرد. روش‌هایی برای آدرس‌دهی موازی نیز امکان‌پذیر است که سرعت انتقال داده را افزایش می‌دهد اما به سیستم‌های پیچیده‌تر نیاز دارد.

### مسائل توسعه
با وجود جذابیت زیاد فناوری ذخیره‌سازی نوری سه‌بعدی، توسعه محصولات تجاری زمان زیادی گرفته است. این مشکل به دلایل زیر ایجاد شده است:
خواندن مخرب: در برخی موارد، فرآیند خواندن ممکن است باعث پاک شدن تدریجی داده‌ها شود.
پایداری ترمودینامیکی: برخی واکنش‌های شیمیایی ممکن است به‌آرامی معکوس شوند و باعث از بین رفتن داده‌ها شوند.

### توسعه آکادمیک
بخش عمده‌ای از توسعه ذخیره‌سازی نوری سه‌بعدی در دانشگاه‌ها انجام شده است. گروه‌های تحقیقاتی زیر نقش قابل توجهی در این زمینه داشته‌اند:
پیتر تی. رنتزپیس: بنیان‌گذار این حوزه که اخیراً موادی عاری از خواندن مخرب توسعه داده است.
وات دبلیو وب: با همکاری در توسعه میکروسکوپ دو فوتونی در آزمایشگاه های بل  امکان ضبط سه‌بعدی روی رسانه فوتورفراکتیو را نشان داد.
ماساهیرو ایرای: خانواده مواد فوتوکرومیک دی آلیتن را توسعه داده است.
یوشیماسا کاواتا، ساتوشی کاواتا، و زوهیر سکات: چندین سیستم مدیریت داده نوری، به‌ویژه در سیستم‌های پلیمری پولاریزه شده را توسعه داده‌اند.
کوین سی. بلفیلد: سیستم‌های فوتوشیمیایی برای ذخیره‌سازی نوری سه‌بعدی با استفاده از انتقال انرژی رزونانسی  بین مولکول‌ها و همچنین مواد با مقطع دو فوتونی بالا را توسعه داده است.
ست ماردر: بخش زیادی از کارهای اولیه در طراحی مولکولی کروموفورهای با مقطع دو فوتونی بالا را انجام داده است.
تام میلستر: به‌طور قابل توجهی در نظریه ذخیره‌سازی نوری سه‌بعدی مشارکت داشته است.
رابرت مک‌لود: استفاده از میکروحجم‌ها برای ذخیره‌سازی نوری سه‌بعدی را بررسی کرده است.
مین گو: روش‌های خواندن هم‌کانون و بهبود آن‌ها را بررسی کرده است.

### توسعه تجاری
علاوه بر تحقیقات آکادمیک، چندین شرکت برای تجاری‌سازی ذخیره‌سازی نوری سه‌بعدی تأسیس شده‌اند و برخی شرکت‌های بزرگ نیز به این فناوری علاقه نشان داده‌اند. با این حال، موفقیت این فناوری در بازار به دلیل رقابت با تکنولوژی‌های دیگر مانند  هارد دیسک ، حافظه فلش و ذخیره سازی هولوگرافیک هنوز مشخص نیست.

#### نمونه‌هایی از رسانه‌های ذخیره‌سازی نوری سه‌بعدی
ردیف بالا: رسانه Call/Recall، رسانه Mempile.
ردیف میانی: FMD، رسانه و درایو D-Data DMD.
ردیف پایین: رسانه Landauer، رسانه Microholas در حال کار.
Call/Recall: در سال 1987 بر اساس تحقیقات پیتر رنتزپیس تأسیس شد. با استفاده از ضبط دو فوتونی (25 مگابیت/ثانیه با پالس‌های 6.5 پیکوثانیه، 7 نانوژول، 532 نانومتر)، خواندن تک فوتونی (635 نانومتر)، و لنز غوطه‌وری با NA برابر 1.0، 1 ترابایت داده را به‌صورت 200 لایه در دیسکی با ضخامت 1.2 میلی‌متر ذخیره کرده است.
Mempile در حال توسعه یک سیستمی با نام TeraDisc هستند. آن‌ها در سال 2007 ضبط و بازخوانی 100 لایه اطلاعات در دیسکی با ضخامت 0.6 میلی‌متر را نشان دادند.
Constellation 3D: در اواخر دهه 1990 دیسک چندلایه فلورسانس (FMD) را توسعه داد.
Storex Technologies: با استفاده از شیشه‌های حساس به نور فلورسانس و مواد شیشه‌سرامیکی رسانه‌های ذخیره‌سازی توسعه می‌دهد.
Landauer Inc: رسانه‌ای بر اساس جذب دو فوتونی رزونانسی در زیرلایه کریستال یاقوت کبود توسعه داده است.
Colossal Storage: به دنبال توسعه فناوری ذخیره‌سازی نوری هولوگرافیک سه‌بعدی است، اما هنوز هیچ مطالعه تجربی ارائه نکرده است.
Microholas: از دانشگاه برلین با رهبری پروفسور سوزانا اورلیک، تا 75 لایه داده میکروحجم با فاصله 4.5 میکرومتر ضبط کرده‌اند 
فناوری 3DCD Pty. Ltd: از دانشگاه منشعب شده و فناوری ذخیره‌سازی سه‌بعدی بر اساس مواد شناسایی شده توسط دانیل دی و مین گو را توسعه می‌دهد.
شرکت‌های بزرگ فناوری مانند فوجی ، ریکو و ماتسوشیتا نیز برای مواد دو فوتونی ثبت اختراع کرده‌اند، اما توسعه راه‌حل‌های کامل ذخیره‌سازی داده را نشان نداده‌اند.
1. ↑  Kawata, S.; Kawata, Y. (2000). "Three-Dimensional Optical Data Storage Using Photochromic Materials". Chemical Reviews. 100: 1777–88. doi:10.1021/cr980073p. PMID 11777420.
2. ↑  Hirshberg, Yehuda (1956). "Reversible Formation and Eradication of Colors by Irradiation at Low Temperatures. A Photochemical Memory Model". Journal of the American Chemical Society. 78 (10): 2304–2312. doi:10.1021/ja01591a075.
3. ↑  Parthenopoulos, Dimitri A.; Rentzepis, Peter M. (1989). "Three-Dimensional Optical Storage Memory". Science. 245: 843–45. Bibcode:1989Sci...245..843P. doi:10.1126/science.245.4920.843. PMID 17773360.
4. ↑  Day, Daniel; Gu, Min (2002). "Formation of voids in a doped polymethylmethacrylate polymer". Applied Physics Letters. 80 (13): 2404–2406. Bibcode:2002ApPhL..80.2404D. doi:10.1063/1.1467615. {{cite journal}}: |hdl-access= requires |hdl= (help)
5. ↑  Gindre, Denis; Boeglin, Alex; Fort, Alain; Mager, Loïc; Dorkenoo, Kokou D. (2006). "Rewritable optical data storage in azobenzene copolymers". Optics Express. 14 (21): 9896–901. Bibcode:2006OExpr..14.9896G. doi:10.1364/OE.14.009896. PMID 19529382.
6. 1 2 3 4   {{cite conference}}: Empty citation (help)
7. ↑  Reyes-Esqueda, Jorge-Alejandro; Vabreb, Laurent; Lecaque, Romain; Ramaz, François; Forget, Benoît C.; Dubois, Arnaud; Briat, Bernard; Boccara, Claude; Roger, Gisèle (May 2003). "Optical 3D-storage in sol–gel materials with a reading by optical coherence tomography-technique". Optics Communications. 220 (1–3): 59–66. arXiv:cond-mat/0602531. Bibcode:2003OptCo.220...59R. doi:10.1016/S0030-4018(03)01354-3.
8. ↑  US patent 6386458, Leiber, Jörn; Noehte, Steffen & Gerspach, Matthias, "Optical data storage", issued 2002-05-14,  assigned to Tesa SE
9. ↑  Irie, Masahiro (2000). "Diarylethenes for Memories and Switches". Chemical Reviews. 100: 1685–716. doi:10.1021/cr980069d. PMID 11777416.
10. ↑   {{cite book}}: Empty citation (help)
11. ↑  Won, Rachel Pei Chin (16 November 2016). "Two photons are better than one". Nature Photonics: 1. doi:10.1038/nphoton.2006.47.
12. ↑  Milster, T. D.; Zhang, Y.; Choi, T. Y.; Park, S. K.; Butz, J.; Bletscher, W. "Potential for Volumetric Bit-Wise Optical Data Storage in Space Applications" (PDF). Archived from the original (PDF) on 4 October 2006.
13. ↑  Amistoso, Jose Omar; Gu, Min; Kawata, Satoshi (2002). "Characterization of a Confocal Microscope Readout System in a Photochromic Polymer under Two-Photon Excitation". Japanese Journal of Applied Physics. 41 (8): 5160–5165. Bibcode:2002JaJAP..41.5160A. doi:10.1143/JJAP.41.5160.
14. ↑  Gu, Min; Amistoso, Jose Omar; Toriumi, Akiko; Irie, Masahiro; Kawata, Satoshi (2001). "Effect of Saturable Response to Two-Photon Absorption on the Readout Signal Level of Three-Dimensional Bit Optical Data Storage in a Photochromic Polymer" (PDF). Applied Physics Letters. 79 (2): 148–150. Bibcode:2001ApPhL..79..148G. doi:10.1063/1.1383999.
15. ↑  Walker, E; Rentzepis, P (2008). "Two Photon Technology: A New Dimension". Nature Photonics. 2 (7): 406–408. Bibcode:2008NaPho...2..406W. doi:10.1038/nphoton.2008.121.
16. ↑  Genuth, Iddo (27 August 2007). "Mempile - Terabyte on a CD". TFOT. Archived from the original on 15 September 2007.
17. ↑  "Swinburne Ventures". Swinburne University of Technology. Archived from the original on 5 August 2012.